# Phalloniscus propinquus
Phalloniscus propinquus är en kräftdjursart som beskrevs av Albert Vandel1977. Phalloniscus propinquus ingår i släktet Phalloniscus och familjen Dubioniscidae. Inga underarter finns listade i Catalogue of Life.